# محمد عثمان إدو
محمد عثمان إدو (بالإنجليزية: Mohammed Usman) هو لاعب كرة قدم نيجيري في مركز الوسط، ولد في 2 مارس 1994 في كادونا في نيجيريا. شارك مع منتخب نيجيريا لكرة القدم.

## وصلات خارجية
- محمد عثمان إدو على موقع الاتحاد الأوربي (الإنجليزية)
- محمد عثمان إدو على موقع قاعدة بيانات كرة القدم.إي يو (الإنجليزية)
- محمد عثمان إدو على موقع ناشيونال فوتبول تيمز (الإنجليزية)
- محمد عثمان إدو على موقع Soccerway.com (الإنجليزية)
- محمد عثمان إدو على موقع عالم كرة القدم.نت (الإنجليزية)
- محمد عثمان إدو على موقع أوليمبيديا (الإنجليزية)